# Psolidiella
Psolidiella is een geslacht van zeekomkommers uit de familie Cucumariidae.

## Soorten
- Psolidiella hickmani O'Loughlin, 2000
- Psolidiella maculosa O'Loughlin, 2000
- Psolidiella nigra Mortensen, 1925